# University of Louisville Women's Volleyball 2024
Questa voce raccoglie le informazioni riguardanti la University of Louisville Women's Volleyball nella stagione 2024.

## Stagione
La University of Louisville partecipa alla Atlantic Coast Conference per l'undicesima volta, classificandosi al secondo posto (alla pari con la Stanford).
Al torneo NCAA Division I le Cardinals ottengono la testa di serie numero 1 e, dopo una rapida vittoria sulla Chicago State al primo turno, raggiungono la fase regionale dopo il successo in cinque set sulla Northern Iowa. Alla sweet sixteen superano la Purdue, andando a conquistare l'accesso in final four col successo sulla Stanford.
Nella semifinale nazionale le Cardinals vincono al quarto set contro la Pittsburgh, accedendo alla seconda finale della propria storia, uscendo sconfitte contro la Penn State.

## Organigramma societario
Area direttiva
- Presidente: Josh Heird

Area organizzativa
- Direttore delle operazioni: Sarah Drury

Area tecnica
- Allenatore: Danielle Busboom
- Allenatore associato: Daniel Meske
- Assistente allenatore: Todd Chamberlain, Caroline McGraw

## Rosa
| N° | Nome             | Ruolo | Data di nascita   | Nazionalità sportiva | Anno             |
| -- | ---------------- | ----- | ----------------- | -------------------- | ---------------- |
| 1  | Ava Utterback    | S     | 21 giugno 2006    | Stati Uniti          | Freshman         |
| 3  | Kamden Schrand   | L     | 1º agosto 2004    | Stati Uniti          | Sophomore        |
| 4  | Charitie Luper   | S     | -                 | Stati Uniti          | Senior           |
| 5  | Elle Glock       | P     | 11 marzo 2003     | Stati Uniti          | Junior           |
| 6  | Sofía Maldonado  | S     | 6 febbraio 2002   | Messico              | Senior           |
| 8  | Nayelis Cabello  | P     | -                 | Porto Rico           | Freshman         |
| 10 | Phekran Kong     | C     | 30 dicembre 2001  | Stati Uniti          | Graduate student |
| 11 | Hannah Sherman   | C     | 21 novembre 2003  | Stati Uniti          | Sophomore        |
| 12 | Jessica Drapp    | L     | 8 ottobre 2004    | Stati Uniti          | Sophomore        |
| 13 | Cara Cresse      | C     | 12 aprile 2003    | Stati Uniti          | Junior           |
| 14 | Anna DeBeer      | S     | 25 settembre 2001 | Stati Uniti          | Graduate student |
| 16 | Samantha Untiedt | L     | 10 febbraio 2006  | Stati Uniti          | Freshman         |
| 17 | Molly Urban      | L     | 13 luglio 2005    | Stati Uniti          | Sophomore        |
| 18 | Alanna Bankston  | S     | 1º settembre 2005 | Stati Uniti          | Sophomore        |
| 19 | Elena Scott      | L     | 1º luglio 2003    | Stati Uniti          | Senior           |
| 21 | Payton Petersen  | S     | -                 | Stati Uniti          | Freshman         |
| 25 | Reese Robins     | O     | -                 | Stati Uniti          | Sophomore        |

## Mercato
| Acquisti | Acquisti         | Acquisti              | Acquisti   |
| R.       | Nome             | da                    | Modalità   |
| -------- | ---------------- | --------------------- | ---------- |
| P        | Nayelis Cabello  | East Ridge HS         | definitivo |
| S        | Sofía Maldonado  | Arizona               | definitivo |
| S        | Payton Petersen  | Dike-New Hartford CHS | definitivo |
| L        | Samantha Untiedt | Heron Lake-Okabena HS | definitivo |
| S        | Ava Utterback    | Plainfield HS         | definitivo |

| Cessioni | Cessioni          | Cessioni      | Cessioni   |
| R.       | Nome              | a             | Modalità   |
| -------- | ----------------- | ------------- | ---------- |
| L        | Ayden Bartlett    | -             | ritirata   |
| P        | Alexis Finnvold   | West Virginia | definitivo |
| O        | Aiko Jones        | Atlanta Vibe  | definitivo |
| S        | Nina Moorer       | Texas State   | definitivo |
| P        | Brigitta Petrenkó | Kanti         | definitivo |
| L        | Ceci Rush         | -             | ritirata   |

## Statistiche

### Statistiche di squadra
| Competizione                              | Punti | In casa | In casa | In casa | In trasferta | In trasferta | In trasferta | Campo neutro | Campo neutro | Campo neutro | Totale | Totale | Totale |
| Competizione                              | Punti | G       | V       | P       | G            | V            | P            | G            | V            | P            | G      | V      | P      |
| ----------------------------------------- | ----- | ------- | ------- | ------- | ------------ | ------------ | ------------ | ------------ | ------------ | ------------ | ------ | ------ | ------ |
| Atlantic Coast Conference NCAA Division I | .833  | 20      | 17      | 3       | 13           | 10           | 3            | 3            | 3            | 0            | 36     | 30     | 6      |
| Totale                                    | .833  | 20      | 17      | 3       | 13           | 10           | 3            | 3            | 3            | 0            | 36     | 30     | 6      |

G = partite giocate; V = partite vinte; P = partite perse

### Statistiche dei giocatori
| Giocatrice   | Atlantic Coast Conference NCAA Division I | Atlantic Coast Conference NCAA Division I | Atlantic Coast Conference NCAA Division I | Atlantic Coast Conference NCAA Division I | Atlantic Coast Conference NCAA Division I | Totale | Totale | Totale | Totale | Totale |
| Giocatrice   | P                                         | PT                                        | AV                                        | MV                                        | BV                                        | P      | PT     | AV     | MV     | BV     |
| ------------ | ----------------------------------------- | ----------------------------------------- | ----------------------------------------- | ----------------------------------------- | ----------------------------------------- | ------ | ------ | ------ | ------ | ------ |
| A. Bankston  | 11                                        | 19                                        | 17                                        | 1                                         | 1                                         | 11     | 19     | 17     | 1      | 1      |
| N. Cabello   | 36                                        | 44                                        | 10                                        | 12                                        | 22                                        | 36     | 44     | 10     | 12     | 22     |
| C. Cresse    | 35                                        | 298,5                                     | 192                                       | 103,5                                     | 3                                         | 35     | 298,5  | 192    | 103,5  | 3      |
| A. DeBeer    | 35                                        | 473                                       | 408                                       | 35                                        | 30                                        | 35     | 473    | 408    | 35     | 30     |
| J. Drapp     | 6                                         | 1                                         | 0                                         | 0                                         | 1                                         | 6      | 1      | 0      | 0      | 1      |
| E. Glock     | 36                                        | 13                                        | 2                                         | 1                                         | 10                                        | 36     | 13     | 2      | 1      | 10     |
| P. Kong      | 27                                        | 169,5                                     | 111                                       | 57,5                                      | 1                                         | 27     | 169,5  | 111    | 57,5   | 1      |
| C. Luper     | 35                                        | 433                                       | 381                                       | 31                                        | 21                                        | 35     | 433    | 381    | 31     | 21     |
| S. Maldonado | 36                                        | 342                                       | 284                                       | 44                                        | 14                                        | 36     | 342    | 284    | 44     | 14     |
| P. Petersen  | 20                                        | 49                                        | 37                                        | 5                                         | 7                                         | 20     | 49     | 37     | 5      | 7      |
| R. Robins    | 36                                        | 260,5                                     | 209                                       | 51,5                                      | 0                                         | 36     | 260,5  | 209    | 51,5   | 0      |
| K. Schrand   | 36                                        | 25                                        | 0                                         | 0                                         | 25                                        | 36     | 25     | 0      | 0      | 25     |
| E. Scott     | 36                                        | 40                                        | 3                                         | 0                                         | 37                                        | 36     | 40     | 3      | 0      | 37     |
| H. Sherman   | 22                                        | 104,5                                     | 53                                        | 51,5                                      | 0                                         | 22     | 104,5  | 53     | 51,5   | 0      |
| S. Untiedt   | 10                                        | 3                                         | 0                                         | 0                                         | 3                                         | 10     | 3      | 0      | 0      | 3      |
| M. Urban     | 4                                         | 0                                         | 0                                         | 0                                         | 0                                         | 4      | 0      | 0      | 0      | 0      |

P = presenze; PT = punti totali; AV = attacchi vincenti; MV = muri vincenti; BV = battute vincenti

NB: I muri singoli valgono una unità di punto, mentre i muri doppi e tripli valgono mezza unità di punto; anche i giocatori nel ruolo di libero sono impegnati al servizio